# ماملیوت
ماملیوت (به قزاقی: Мамлют / مامليۋت) یک منطقهٔ مسکونی در قزاقستان است که در شهرستان ماملیوت واقع شده‌است. ماملیوت ۷٬۳۲۰ نفر جمعیت دارد.

## وجه تسمیه
این روستا در سال ۱۷۸۶ توسط شخصی از تاتارهای ولگا، اصالتا از خانات قازان، با نام «مولود» بنا شده است. نام مولود، در زبان تاتاری، با واکه‌های پیشین و به صورت «مَولوٚت» (Мәулүт / Məulüt) تلفظ می شده. این نام، به صورت «ماولیوت» (Мавлют / Mavlyut) وارد زبان روسی شده است. در نهایت، این نام وارد زبان قزاقی شده، و حروف صامت آن، به تبعیت از قوانین آوایی قزاقی متحول شده و به صورت «ماملیوت» (Мамлют / Mamlyut) در آمده است. پس در واقع نام این روستا، همان واژهٔ «مولود» پس از گذر از چندین زبان و تحولات آوایی روی آن می‌باشد.